# Javon Baker
Javon Baker (Atlanta, 18 febbraio 2002) è un giocatore di football americano statunitense che milita nel ruolo di wide receiver per i New England Patriots della National Football League (NFL).

## Carriera universitaria
Baker giocò ad Alabama nel 2020 e 2021, vincendo il titolo nazionale nella prima stagione. Nel corso di 21 partite in due anni ebbe 9 ricezioni per 116 yard e un touchdown. Dopo la stagione 2021 optò per trasferirsi a UCF. Nel 2022 partì come titolare in 13 gare su 14, totalizzando 56 ricezioni per 796 yard e 5 touchdown. Nel 2023 fu inserito nella formazione ideale della Big 12 Conference dopo 52 ricezioni per 1.139 yard e 7 marcature. A fine anno decise di passare tra i professionisti.

## Carriera professionistica

### New England Patriots
Baker fu scelto nel corso del quarto giro (110º assoluto) del Draft NFL 2024 dai New England Patriots. Debuttò come professionista subentrando nella gara del secondo turno persa contro i Seattle Seahawks. La sua prima stagione si chiuse con una ricezione da 12 yard in 11 presenze, una delle quali come titolare.